# Ptychamalia ptychopoda
Ptychamalia ptychopoda är en fjärilsart som beskrevs av Louis Beethoven Prout 1910. Ptychamalia ptychopoda ingår i släktet Ptychamalia och familjen mätare. Inga underarter finns listade.